# Italská skautská federace
Italská skautská federace (FIS, Federazione Italiana dello Scautismo) je národní skautská federace v Itálii. Počátky skautingu v Itálii sahají do roku 1910, chlapecký kmen italských skautů byl jedním ze zakládajících členů WOSM v roce 1922, dívčí kmen se připojil k WAGGGS v roce 1948. Federace čítá na 102 778 skautů (k roku 2011) a 84 303 skautek (k roku 2008).

## Historie
FIS vznikla v roce 1986 spojením Federazione Esploratori Italiani (chlapecký kmen, založený v roce 1944, člen WOSM) a Federazione Italiana Guide Esploratrici (dívčí kmen, založený v roce 1945 člen WAGGGS).

## Členové
Členy organisace jsou:
- Associazione Guide e Scouts Cattolici Italiani (AGESCI, Asociace Italských skautů a skautek, koedukovaná)
- Corpo Nazionale Giovani Esploratori ed Esploratrici Italiani (CNGEI, Národní sbor mladých skautů a skautek Itálie, mezináboženský, koedukovaný)

Součástí AGESCI jsou dvě menší skautské organisace:
- Südtiroler Pfadfinderschaft je katolická skautská asociace německy hovořící menšiny v Jižním Tyrolsku.
- Slovenske Zamejske Skavtske Organizacije je slovinská organizace z regionu Friuli-Venezia Giulia.